# Liste de journaux en Haïti
Cet  article présente une liste des journaux en Haïti.

## Médias en ligne
- Balistrad
- AyiboPost
- Safety promo
- Hebdo24
- Le Scientifique

## Quotidiens
- Le Matin
- Le Nouvelliste
- Le National
- Balistrad
- Hebdo24

## Hebdomadaires
- Haïti Liberté
- Haïti Progrès
- Haïti en Marche
- Ticket (magazine)